# Agrons
Agrons (Negrons in friulano) è una frazione di 39 abitanti del comune di Ovaro (UD), nel Canale di Gorto che fa parte della Carnia. Gli abitanti sono detti agronesi (negronârs).

## Geografia fisica
Agrons è situato a 525 m s.l.m., su una terrazza naturale del monte di Prencis, nella vallata del Degano. A nord dell'abitato scorre il torrente Miozza, a est il torrente Degano.
I confini tradizionali del territorio di Agrons si trovano a sud all'altezza della località Puniças e a nord all'altezza del corso d'acqua del Riù di Paulâr. Lo sperone roccioso sul quale poggia la Pieve di Gorto si trova dunque nel territorio della frazione Agrons.

## Società

### Evoluzione demografica
L'abitato è sempre stato di dimensioni modeste. Un censimento del 1761 (che probabilmente sottostimava volutamente il numero di abitanti) indica in 21 il numero di residenti. Nel 1795 gli abitanti erano 47. A partire dalla seconda metà del XX secolo i dati indicano un netto calo demografico: secondo dati ISTAT, nel 1951 ad Agrons vivevano 117 persone, nel 1971 il loro numero era sceso a 101, nel 1991 a 79, nel 2007 a 68, nel 2010 a 62, a 51 nel 2013, a 46 nel 2014 e a 39 nel 2020.

## Storia
La zona fu frequentata già in età preromana, come dimostra il rinvenimento nel 1988, a ovest dell'abitato di un'iscrizione in caratteri nord-etruschi databile al VI-V secolo a.C. Si è ipotizzata la presenza di strutture difensive sul colle a nord del paese forse già dall'età tardo antica (Miotti 1981).
La prima testimonianza dell'esistenza di un centro abitato risale al 1204, quando viene citato un certo Rupertus de Agrons. Negli anni successivi si moltiplicano le citazioni del toponimo: nel 1270 sono conosciuti Bortolotto e Wecellone da Agrons, il primo dei quali fu il primo vicario della pieve di Gorto di cui si conservi il nome. Nel 1274 si citano i fratelli Werniero e Wecellio, figli di Giovanni da Agrons. In un documento redatto nell'anno 1300 si cita inoltre un "castello di Agrons", che il patriarca di Aquileia Pietro II confermò a Pellegrino da Agrons. Lo stesso Pellegrino viene citato nel 1307 come autore di diverse malefatte.
Il castello doveva trovarsi sul colle dove era sorta la pieve di Gorto, ed è possibile che l'attuale campanile della chiesa ne rappresenti la torre. Il castello era infeudato alla famiglia "gesmaniale" (cioè di feudatari ministeriali) dei de Agrons. L'edificio venne distrutto probabilmente nei primi anni della seconda metà del XIV secolo, nel corso della repressione della fronda nobiliare che nel 1350 aveva condotto all'assassinio del partiarca di Aquileia Bertrando di San Genesio.
Priva di riscontri di qualunque tipo è la notizia data dallo storico settecentesco Niccolò Grassi, secondo il quale in epoca medioevale ad Agrons vi sarebbe stata una miniera.
Fino alla fine dell'età moderna Agrons costituì (insieme alla vicina frazione di Cella) un comune indipendente, proprietario di alcune terre poste nelle vicinanze dell'abitato (soprattutto boschi e pascoli) e della chiesetta di Santo Stefano e San Rocco, sita nell'abitato di Cella. L'economia locale si basava sulla combinazione tra agricoltura e attività artigianali, in particolare della tessitura.
Dal punto di vista socioeconomico, nell'età moderna Agrons è caratterizzato dall'assenza quasi totale di vincoli feudali, dalla piccola proprietà terriera e dal progressivo sviluppo di un tipo di economia basato sulla combinazione di agricoltura e attività artigianali. Gli abitanti di Agrons svolgevano le proprie attività artigianali (nello specifico la tessitura) principalmente in Istria. Essi erano, infatti, migranti stagionali: trascorrevano una parte dell'anno ad Agrons e un'altra parte dell'anno nelle terre di destinazione.
Esemplare è, a questo riguardo, la storia della famiglia Rovis, che si affermò economicamente nel villaggio istriano di Gimino. A partire almeno dal XVII secolo, la stessa famiglia, insieme a quella dei Del Monaco, era stata infeudata di beni gesmaniali situati ad Agrons.
Il comune di Agrons e Cella venne incorporato prima nel comune di Mione e poi con questo in quello di Ovaro.
Nel 1905 venne fondata la "Latteria cooperativa di Agrons e Cella", la cui sede venne costruita, al confine con il vicino abitato di Cella nel 1911. L'attività casearia fu chiusa nel 1982; più tardi l'edificio fu trasformato in centro sociale parrocchiale.
Nel corso del XX secolo furono attive ad Agrons due manifatture: una fornace per la produzione di laterizi in località Fontana e una sartoria.

## Monumenti e luoghi d'interesse
L'abitato di Agrons fu seriamente danneggiato dal terremoto del 28 luglio 1700, pertanto le testimonianze di architettura civile sono successive a quella data. Si segnalano per il loro interesse tre fienili settecenteschi, dotati di pregevoli portali ad arco di pietra ed elementi lignei originali: il Stalon di Cian, il Stalon di Galo e il Stali di Masut.

### Pieve di Gorto
La pieve di Santa Maria di Gorto sorge su un colle di difficile accesso situato a nord dell'abitato di Agrons. Si tratta del principale edificio religioso del Canale di Gorto a partire dall'abbandono del complesso paleocristiano di San Martino di Ovaro. L'attuale aspetto della chiesa, che conserva tracce di strutture romaniche e gotiche, si deve ai rifacimenti del 1431 e del 1722.

### Chiesa di Santa Fosca
La piccola chiesa di Santa Fosca, situata all'estremità orientale del paese, fu fondata nel 1682 dai fratelli Matteo e Antonio Rovis. L'intitolazione a Santa Fosca è dovuta al fatto che la famiglia Rovis aveva attività economiche importanti nel villaggio istriano di Gimino, dove era diffusa la devozione per questa santa.

## Cultura

### Lingue e dialetti
Agrons è un paese di lingua friulana. La varietà di friulano che vi si parla è di tipo carnico e, più specificamente, gortano meridionale. Le caratteristiche più evidenti sono la terminazione tipica delle parole femminili in -a (singolare) e in -as (plurale) e la conservazione dei dittonghi tonici "ei" e "ou" che continuano le vocali medio-basse del latino volgare negli stessi contesti in cui nel friulano centrale si hanno, rispettivamente, "î" e "û".
Di seguito si riporta un etnotesto che esemplifica alcune delle caratteristiche del friulano di Agrons, frazione di Ovaro (UD:
Dal 1998 al 2004 è stato pubblicato un calendario in lingua friulana, il Lunari di Negrons, che ha presentato i risultati di ricerche sulla storia locale (demografia storica, onomastica, toponomastica, storia sociale e religiosa).

### Manifestazioni
La festa patronale (santa Fosca) è il 13 febbraio. Il giorno precedente si ha il tradizionale lancio delle cidulas.
Un altro lancio delle cidulas, con modalità diverse, si ha il 14 agosto, vigilia della festa dell'Assunta, titolare della Pieve di Gorto.

## Galleria d'immagini

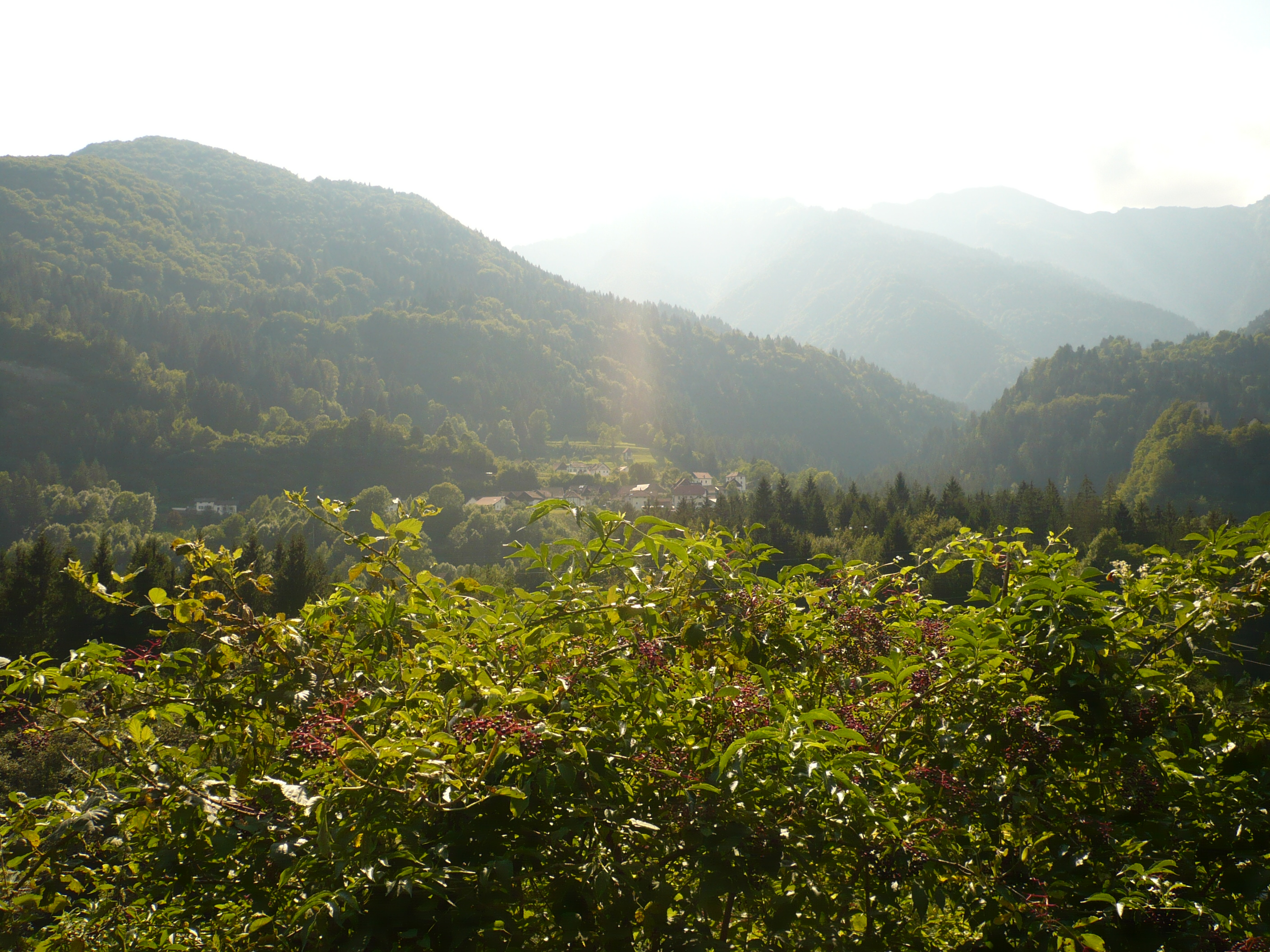
Agrons d'estate
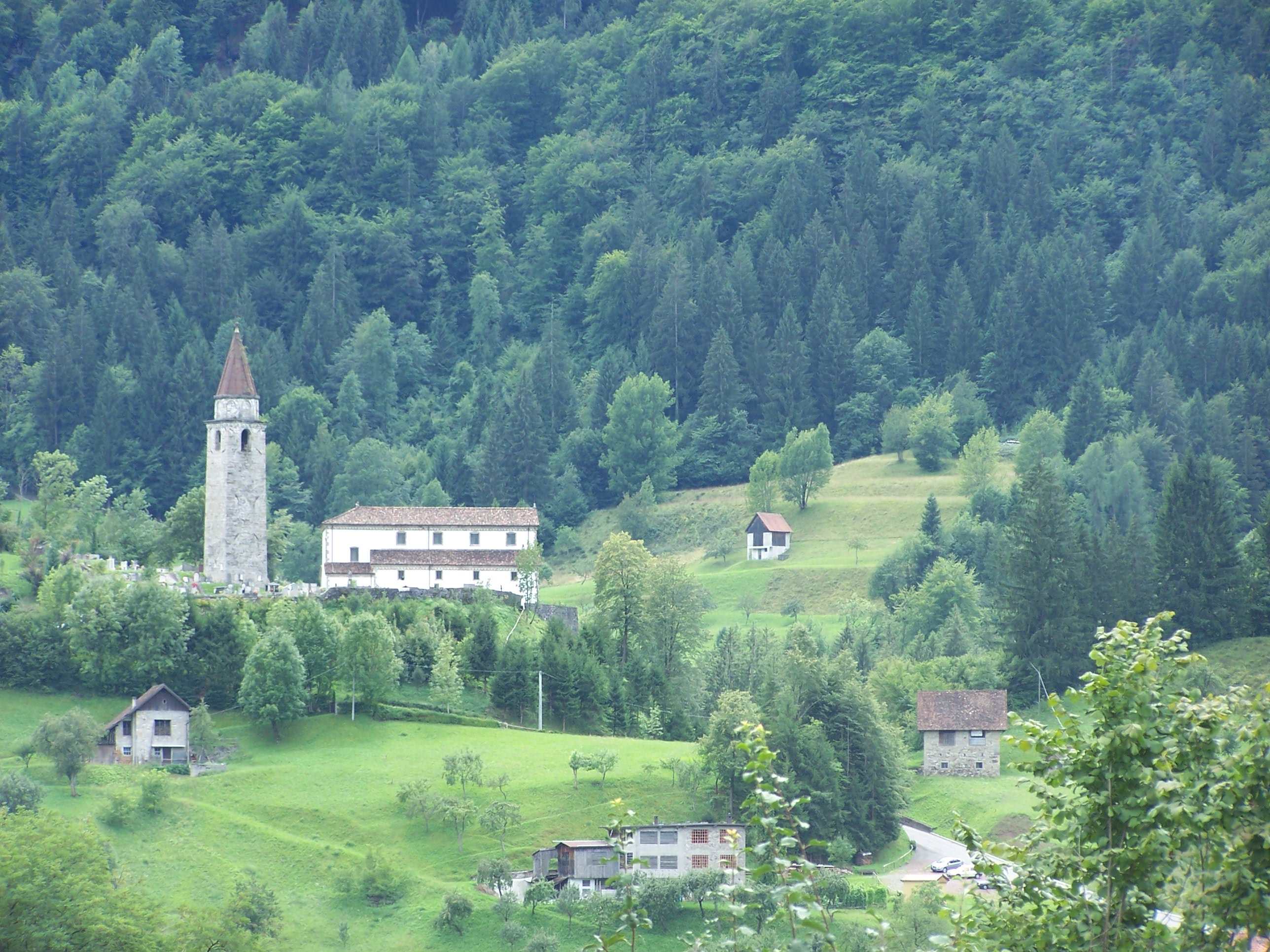
La Pieve di Gorto vista da Nord
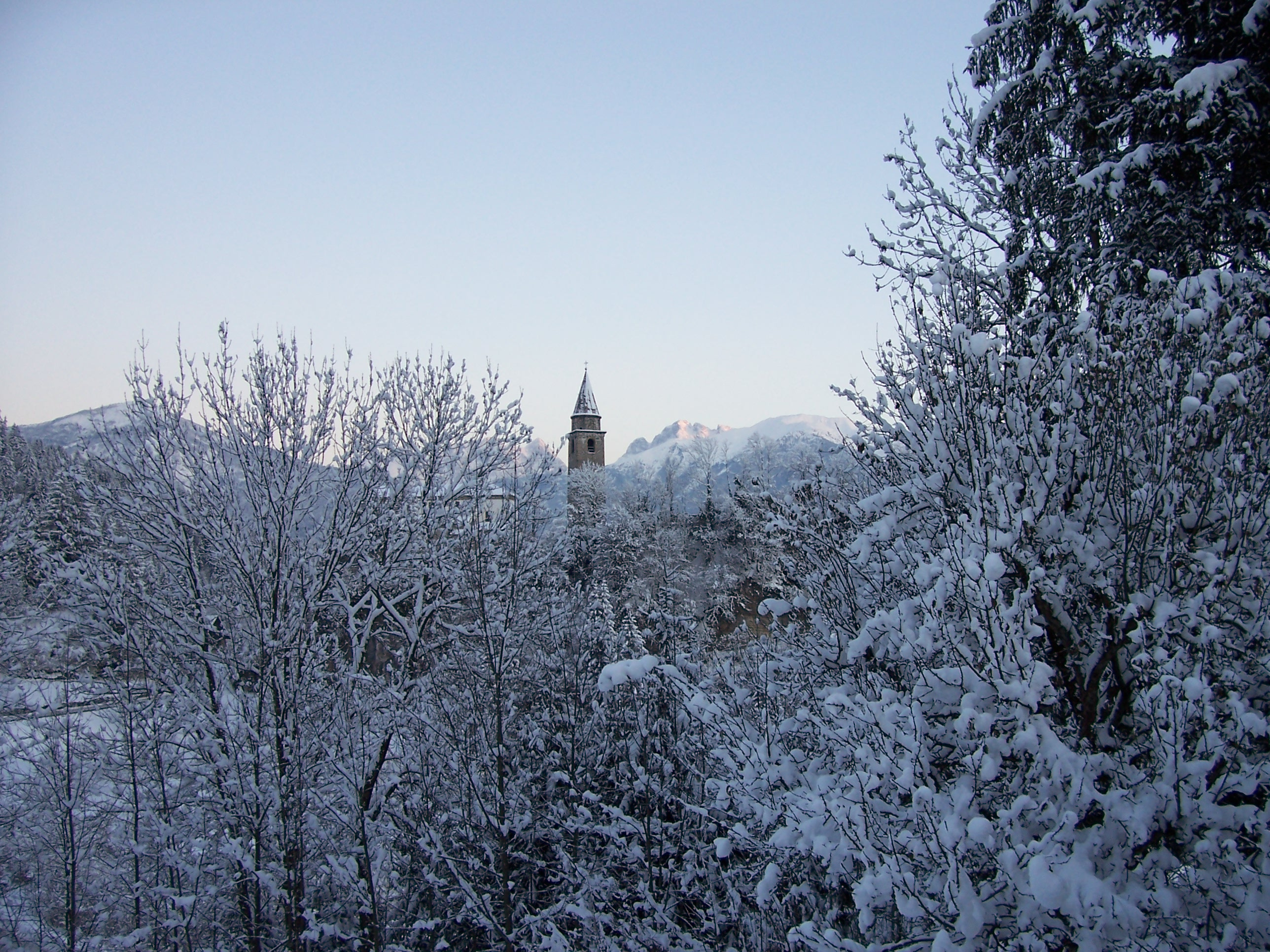
La Pieve di Gorto d'inverno vista da Sud
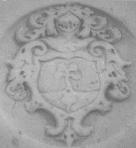
Stemma della famiglia Rovis, da una lapide sepolcrale nella chiesa di Gimino